# Parafia Matki Bożej Częstochowskiej w Kątach
Parafia pw. Matki Bożej Częstochowskiej w Kątach – parafia rzymskokatolicka, należąca do dekanatu Łochów, diecezji drohiczyńskiej, metropolii białostockiej. 

## Obszar parafii
W granicach parafii znajdują się miejscowości:
- Bednarze,
- Jugi,
- Kąty,
- Kupce,
- Maksymilianów
- Sekłak